# Adam Reusner
Adam Reusner (Mindelheim, 1496 – Mindelheim, 1582) è stato uno scrittore, poeta e teologo tedesco.

## Biografia
Adam Reusner (Reisner, Renssner, Reissner o Oryzius) nacque, ma la data è incerta, a Mindelheim in Baviera nel 1471 o nel 1496.
Nel 1513, con Melchiorre, figlio del condottiero Georg von Frundsberg, perfezionò gli studi alla facoltà di Wittenberg sotto la direzione del dottor Johannes Reuchlin e del teologo Martin Lutero abbracciandone la dottrina. Ebbe modo di frequentare anche il riformatore, umanista svizzero Jacob Ziegler (Landau, 1420/21-Passavia, 1549).
Il 16 luglio 1518 frequentò l'Università di Ingolstadt specializzando i suoi studi umanistici con il greco, l'ebraico e il latino.
Si sposò con Ursula Altenstaig e divenne ben presto segretario personale del Frundsberg che seguì, assieme all'amico Jacob Ziegler, fedelmente in Italia durante l'impresa romana, dal 1526 al 1528, che culminò con il famigerato sacco di Roma, registrando puntigliosamente tutti gli eventi riscontrati.
Si laureò in teologia all'Università di Strasburgo con il dottor Caspar Schwenckfeld. Poeta, musicista, riformatore della dottrina cristiana e storico, fu borgomastro di Mindelheim dal 1532 al 1548.
Morì secondo alcuni ricercatori nel 1563, per altri nel 1582 a Mindelheim.

## Opere
- Tegliches Gesangbuch... Durch Adam Reusner, 1530
- Historia Herrn Georgen Unnd Herrn Casparn Von Frundsberg, Vatters Und Sons, Beyder Herrn Zu Mundelheym Ritterlicher Und Loblicher, 1572.